# 211 Isolda
211 Isolda eller 1950 FM är en stor asteroid i huvudbältet som upptäcktes den 10 december 1879 av den österrikiske astronomen Johann Palisa. Den fick senare namn efter Isolde, i den keltiska sagan Tristan och Isolde.
Isoldas senaste periheliepassage skedde den 18 januari 2018.[Uppdatering behövs] Dess rotationstid har beräknats till 18,36 timmar. Asteroiden har uppmätts till diametern 143,19 km.